# Peter Blanker
Peter Blanker (Rotterdam, 11 juni 1939) is een Nederlandse dichter en zanger.

## Biografie
Na een carrière als zeeman, druivenplukker en journalist was Blanker sinds 1961 actief als zanger met gitaar in Rotterdam en omstreken. Inspiratie zocht hij bij de Franse chansonnier Georges Brassens en zijn vakgenoot Jules de Corte.
In de jaren 1960 was Blanker actief in het cabaret en aanverwante kleinkunst. Hij vertolkte vooral zogenoemde 'luisterliedjes'. In 1972 verscheen de single Laat m'n zonnebril zitten, (zijn vrije vertaling van Bury me in my Shades van Shel Silverstein). Van eind 1975 tot 1978 speelde en zong Blanker mee in de AVRO-kinderserie De Holle Bolle Boom.
In 1981 scoorde hij een onverwachte top 10-hit met 't Is moeilijk bescheiden te blijven, een vertaling van It's hard to be humble van de Amerikaanse countryzanger Mac Davis. In 1987 zong hij Alles heeft een einde (maar een worst wel twee), een vertaling door Peter Koelewijn van Alles hat ein Ende nur die Wurst hat zwei, een hit van de Duitse zanger Stephan Remmler.
Voor Kinderen voor Kinderen produceerde hij in de beginjaren een aantal liedjes, waaronder Oh dat  huiswerk en Roken. Ook speelde hij in 1985 een hoofdrol in de SchoolTV-serie Muziek in de tent van de NOT. Hij was ook de zanger van de tune van de Nederlandse versie van de tekenfilmserie Maja de Bij.
Elf jaar lang verzorgde Blanker het radioprogramma Levenslief en levensleed voor de KRO. Ook gaf hij cursussen in het schrijven van levensliederen. Begin jaren 1990 gaf hij leiding aan een schrijverscollectief dat naar een idee van hem en Gerard Cox de musical Kaat Mossel schreef over de Rotterdamse mosselvrouw. 
In 2003 werd een landelijke tournee georganiseerd om met zijn vaste muzikale begeleiders zijn veertigjarig artiestenjubileum te vieren. De harde kern van het Peter Blanker Consort bestond uit Elly Bezemer, Izak Boom en Kees van Velthooven, die zijn liedjes inkleurden op instrumenten als piano, banjo, mandoline en contrabas. Hij nam afscheid van zijn publiek in het Bibliotheektheater Rotterdam, werd 65 en ging op de Shetlandeilanden wonen, waar hij een beetje boerde, een roman, een autobiografie en nog een paar liedjes schreef.
Na bijna twintig jaar was hij terug in Nederland en werd uitgenodigd om nog een keer aan het Amsterdams Kleinkunst Festival mee te doen. Ook bracht hij een cd uit met nieuw en historisch materiaal: Van nu af aan. Op bijna 83-jarige leeftijd maakte hij bekend nu echt te zullen stoppen. Dat vond plaats op 29 mei 2022 in de vorm van een zestig minuten durend optreden in zijn favoriete theater, Peeriscoop in Gorkum.

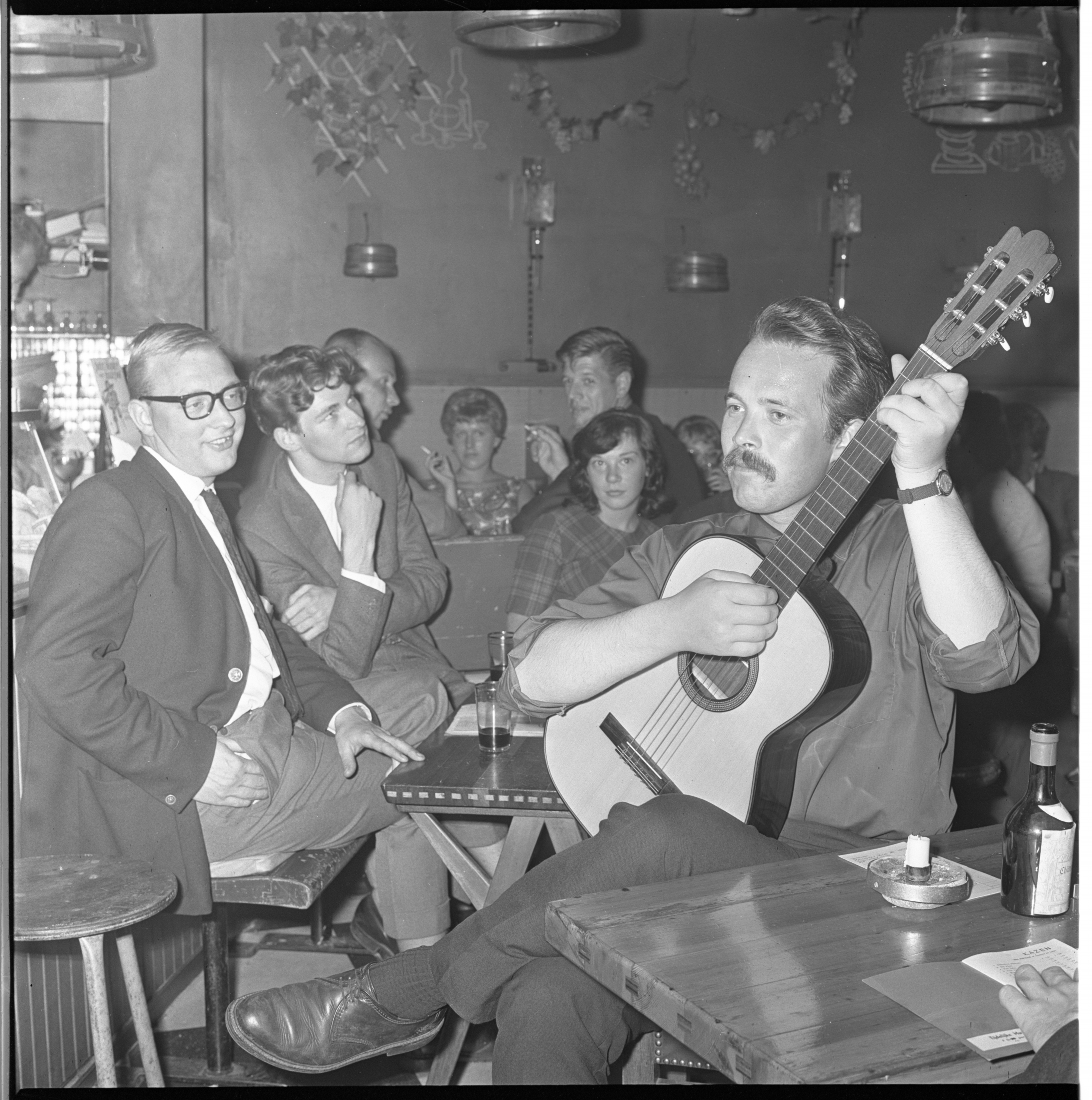
Optreden van Peter Blanker in chansonkelder en kaas-en wijnhuis 't Roefje aan de Coolsingel, 1972.

## Boeken
- Als de ratten het spek uitvreten (2009), historische roman over de schipbreuk van een VOC-schip bij de Shetlandeilanden.
- Eigen weg, het levenslied van een zondagskind (2014), autobiografie.

## Onderscheiding
De stad Rotterdam heeft Blanker in 2003 de Wolfert van Borselenpenning toegekend.

## Singles
| Single met eventuele hitnotering(en) in de Nederlandse Top 40 | Datum van verschijnen | Datum van binnenkomst | Hoogste positie | Aantal weken | Opmerkingen |
| ------------------------------------------------------------- | --------------------- | --------------------- | --------------- | ------------ | ----------- |
| 't Is moeilijk bescheiden te blijven                          | 1981                  | 18 april 1981         | 10              | 8            |             |